# 林川李氏
林川李氏（イムチョンニし、朝鮮語: 임천이씨）は、朝鮮の氏族の一つ。本貫は忠清南道扶餘郡である。2015年の調査では、98人である。
始祖は、高麗末期に帰化したウイグル人の李玄である。
李玄は高麗の通訳として明朝の南京に赴き、その褒美として林川の領地を授けられ、林川李氏を創始した。